# Jónas Ásgeirsson
Jónas Þórarinn Ásgeirsson (ur. 25 sierpnia 1920 w, Húsavík, zm. 14 czerwca 1996 w Kópavogur) – islandzki skoczek narciarski, pierwszy skoczek islandzki w historii, który wziął udział w zimowych igrzyskach olimpijskich; wielokrotny mistrz kraju w skokach narciarskich i kombinacji norweskiej.

## Życiorys
Urodził się 25 sierpnia 1920 w rodzinie przedsiębiorcy Ásgeira Jónassona (1890–1957) i jego żony Sólveig Helgi Gísladóttir (1890–1968). Jónas był jedynym dzieckiem z tego małżeństwa. Kiedy miał dwa lata, rodzice przenieśli się do miejscowości Siglufjörður.
13 czerwca 1945 wziął ślub z Margréti Ólafsdóttir, z którą miał jedną córkę i jednego syna (odpowiednio: Sólveig Helga Jónasdóttir i Ásgeir Jónasson).
W Siglufjörður prowadził własny biznes spożywczy i sportowy. Przez wiele lat zajmował się połowem śledzia, jednak z czasem stało się to nieopłacalne. Z tego powodu w 1968 przeniósł się wraz z rodziną do Reykjavíku, gdzie był związany z branżą motoryzacyjną. W 1989 przeszedł na emeryturę. W 1992 roku przeniósł się do miejscowości Kópavogur, gdzie mieszkał już do końca swoich dni. Jónas Ásgeirsson zmarł 14 czerwca 1996. Jego ceremonia pogrzebowa odbyła się 24 czerwca 1996 w godzinach popołudniowych.

## Przebieg kariery
Swoją karierę ze sportem zaczynał już w latach młodzieńczych. Pod koniec lat 30. XX wieku, a także w latach 40. i 50., był wielokrotnym mistrzem Islandii w skokach narciarskich i kombinacji norweskiej.
W 1946 na skoczni narciarskiej w miejscowości Siglufjörður, oddał najdłuższy skok w historii oddany przez Islandczyka na terenie swojej ojczyzny – skoczył wówczas 54 m. Brał udział w wielu zagranicznych zawodach rozgrywanych na skandynawskich skoczniach m.in. na skoczni Holmenkollbakken.
Na igrzyskach w 1948 wystartował w skokach narciarskich. Miał także wystartować w jednej z konkurencji narciarstwa alpejskiego (w zjeździe), jednak z powodu trudnych warunków atmosferycznych na trasie, główny menedżer ekipy doradził mu, żeby zrezygnował z tej konkurencji i poświęcił się tylko skokom.
Za jego poradą wystąpił tylko w konkursie indywidualnym na skoczni K-68. W pierwszym skoku poleciał na odległość 57 metrów, a w drugiej serii poprawił się o 2,5 metra. Uzyskał łączną notę 179,8 pkt., która dała mu 37. miejsce w stawce 49 zawodników.
Uprawiał także piłkę nożną, występował w klubie Knattspyrnufélag Siglufjarðar.
W latach 1975–1976 był członkiem zarządu klubu Skíðafélag Reykjavíkur.

### Igrzyska olimpijskie
| Data          | Skocznia | Konkurs | Skok 1    | Skok 2    | Nota łączna | Miejsce | Strata | Zwycięzca      | Źródło |
| Data          | Skocznia | Konkurs | Odległość | Odległość | Nota łączna | Miejsce | Strata | Zwycięzca      | Źródło |
| ------------- | -------- | ------- | --------- | --------- | ----------- | ------- | ------ | -------------- | ------ |
| 7 lutego 1948 | normalna | ind.    | 57,0      | 59,5      | 179,8       | 37.     | 48,3   | Petter Hugsted | [ 6 ]  |